# Peloponnesisk ödla
Peloponnesisk ödla (Podarcis peloponnesiacus) är en ödleart som beskrevs av  Gabriel Bibron och Jean-Baptiste Bory de Saint-Vincent 1833. Podarcis peloponnesiacus ingår i släktet Podarcis och familjen lacertider. Inga underarter finns listade i Catalogue of Life.
Peloponnesisk ödla är störst i släktet Podarcis och når med svans en längd av 250 mm. Den har en bred hals och långa extremiteter. Arten skiljer sig från andra släktmedlemmar genom fjällens utformning.
Arten förekommer endemisk på halvön Peloponnesos i södra Grekland. Den vistas i låglandet och i bergstrakter upp till 1600 meter över havet. Ödlan lever i klippiga områden med glest fördelad växtlighet, i vinodlingar och på jordbruksmark. Den besöker ibland byggnader. Honor lägger upp till 6 ägg per tillfälle.
Lokala populationer hotas av landskapsförändringar och av bränder. Hela beståndet anses vara stabil. IUCN kategoriserar arten globalt som livskraftig.